# Kostel Panny Marie Pomocné (Teplice nad Metují)
Římskokatolický kostel Panny Marie Pomocné v Teplicích nad Metují se nachází u pravého břehu Metuje v místní části Kamenec. Je chráněn jako kulturní památka České republiky.

## Architektura
Barokní poutní kostel z let 1754-1763 byl postaven stavitelem G. J. Kühnem.

## Interiér
Zařízení je barokní. Hlavní oltář zobrazuje Pannu Marii Pomocnou zvanou podle místa uložení originálu též Pasovská. Jednalo se o populární obraz barokních Čech, kterému bylo zasvěceno na šedesát kaplí a kostelů. Dále jsou zde dva boční oltáře. Poblíž hlavního vchodu visí obraz z roku 1763 s vyobrazením zakladatele, pražského lékaře a filosofa Jana Maxmiliána z Peytersbergu, který vedle kostela nechal postavit dřevěnou poustevnu ivanitů a žil v ní až do své smrti. V současné době se v tomto filiálním kostele bohoslužby nekonají.